# Ignacio Zaragoza (Frontera Hidalgo)
Ignacio Zaragoza es una localidad del estado mexicano de Chiapas. Es parte del municipio de Frontera Hidalgo.

## Toponimia
El nombre de la localidad rinde homenaje a Ignacio Zaragoza, general mexicano destacado por la Batalla de Puebla de 1862.

## Demografía
| Gráfica de evolución demográfica |
|                                  |

| Censo | Población |
| ----- | --------- |
| 1990  | 1 775     |
| 2000  | 2 097     |
| 2010  | 2 464     |
| 2020  | 2 893     |